# Wolfgang von Kempelen
Johann Wolfgang Ritter von Kempelen de Pázmánd (en hongarès: Kempelen Farkas, en eslovac: Ján Vlk Kempelen) (Bratislava, 23 de gener de 1734 - Viena, 26 de març de 1804) va ser un escriptor, inventor, i jugador d'escacs hongarès. Va ser conseller de la cort de Viena i jugador d'escacs aficionat, que acostumava a jugar amb l'emperadriu d'Àustria Maria Teresa.

## Biografia
Kempelen era originari de Pozsony/Pressburg, en el llavors Regne d'Hongria (avui dia Eslovàquia). Va estudiar lleis i filosofia a la seva ciutat natal, i posteriorment a Győr, Viena i Roma, i també es va interessar sempre per la matemàtica i la física. Es va fer famós en construir El turc, un autòmat que jugava als escacs i que es va revelar posteriorment com una farsa. També va crear una màquina parlant, Mecanisme de la paraula humana, que va representar un pas pioner en la fonètica experimental.
Kempelen es va morir a Alsergrund, actualment un districte de Viena. En el seu honor, es va constituir el premi Wolfgang von Kempelen de Ciències.

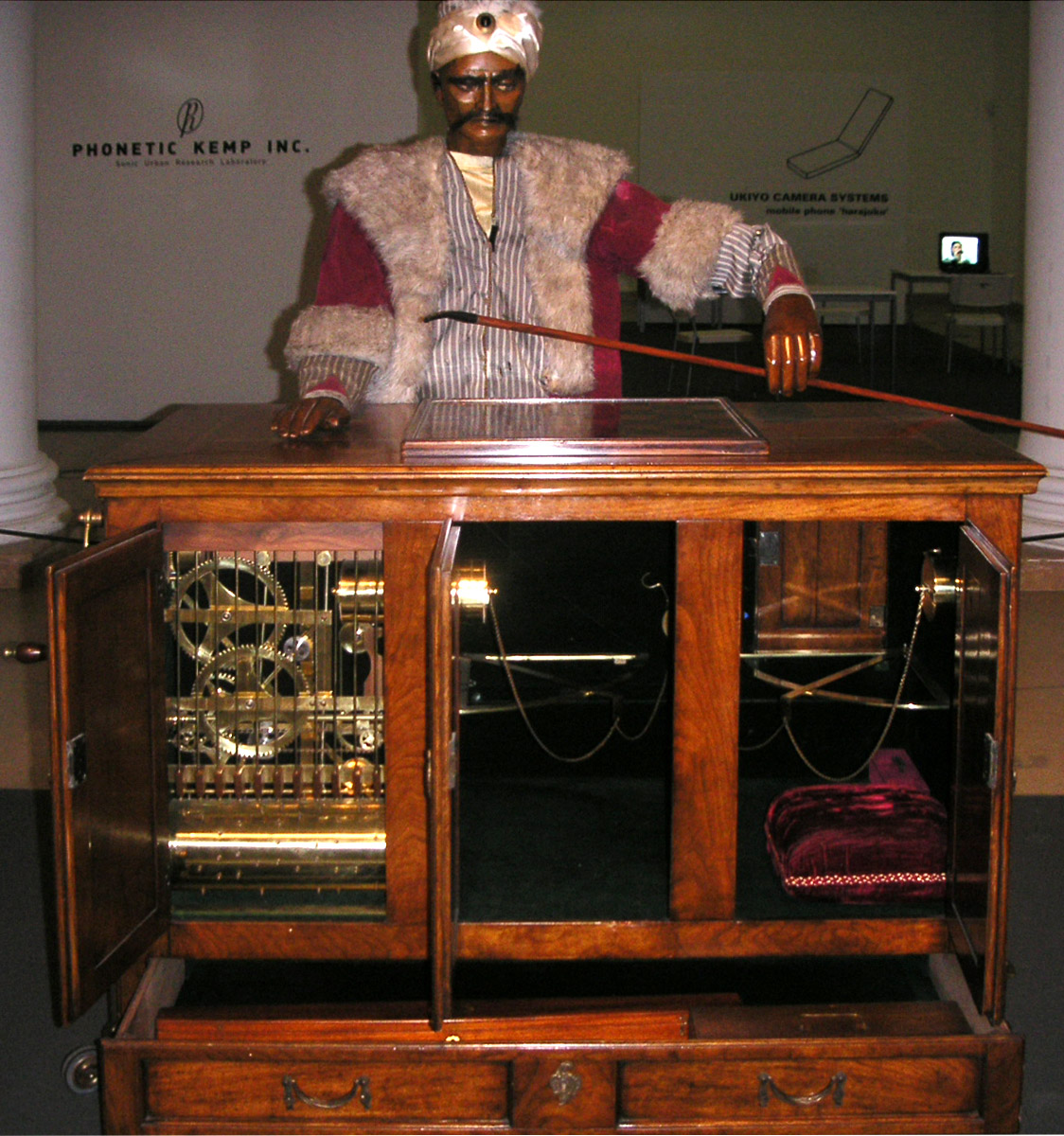
Reconstrucció d'El turc